# Navigators Insurance Cycling Team
El Navigators Insurance Cycling Team fue un equipo ciclista profesional de Estados Unidos.
Fue creado en 1994 y el principal patrocinador era la compañía de seguros Navigators. En 1999 cuando la UCI estableció la clasificación de equipos divididos en categorías, el Navigators Insurance pertenecía a la 2.ª división. Con el nuevo sistema de clasificación que se instauró en 2005, pasó a ser equipo Profesional Continental, en donde compitió hasta su desaparición en 2007.

## Material ciclista
El equipo utilizó bicicletas Colnago de 2002 a 2007 (con componentes Campagnolo durante 2004-2005) y anteriormente usó bicicletas Litespeed.

## Clasificaciones UCI
La Unión Ciclista Internacional elaboraba el Ranking UCI de clasificación de los ciclistas y equipos profesionales.
A partir de 1999 y hasta 2004 la UCI establecía una clasificación por equipos divididos en categorías (primera, segunda y tercera). La clasificación del equipo y de su ciclista más destacado fue la siguiente:
| Año  | Categoría | Clasificación por equipos | Mejor corredor    | Posición |
| 1999 | Segunda   | 35º                       | Vassili Davidenko | 463º     |
| 2000 | Segunda   | 41.º                      | Vassili Davidenko | 504º     |
| 2001 | Segunda   | 36º                       | Mark Walters      | 719º     |
| 2002 | Segunda   | 16.º                      | Oleg Grishkine    | 245º     |
| 2003 | Segunda   | 15.º                      | Henk Vogels       | 236º     |
| 2004 | Segunda   | 10.º                      | Kirk O'Bee        | 371º     |

A partir de 2005 la UCI instauró los Circuitos Continentales UCI, donde el equipo estuvo desde que se creó dicha categoría hasta su disolución. Participó principalmente en las carreras del UCI America Tour, aunque esporádicamente también participó de los 4 circuitos restantes. Las clasificaciones del equipo y de su ciclista más destacado fueron las que siguen: 

### UCI America Tour
| Temporada | Clasificación por equipos | Mejor corredor  | Posición |
| 2005      | 5.º                       | Nathan O'Neill  | 14.º     |
| 2006      | 3.º                       | Serguéi Lagutín | 10.º     |
| 2007      | 4.º                       | Serguéi Lagutín | 10.º     |

Las victorias más importantes fueron las del Tour de Beauce, en que el equipo venció tres años consecutivos con Nathan O'Neill (2005), Valery Kobzarenko (2006) y Ben Day (2007)

### UCI Africa Tour
| Temporada | Clasificación por equipos | Mejor corredor | Posición |
| 2007      | 3.º                       | Darren Lill    | 14.º     |

### UCI Asia Tour
| Temporada | Clasificación por equipos | Mejor corredor  | Posición |
| 2005      | 10.º                      | Jeff Louder     | 36º      |
| 2006      | 12.º                      | Serguéi Lagutín | 42.º     |

### UCI Europe Tour
| Temporada | Clasificación por equipos | Mejor corredor  | Posición |
| 2005      | 52.º                      | Peter Mazur     | 237º     |
| 2006      | 65.º                      | Serguéi Lagutín | 198.º    |
| 2007      | 61.º                      | Serguéi Lagutín | 150.º    |

### UCI Oceania Tour
| Temporada | Clasificación por equipos | Mejor corredor | Posición |
| 2005      | 8.º                       | Nathan O'Neill | 12.º     |
| 2006      | 11.º                      | Hilton Clarke  | 30.º     |
| 2007      | 5.º                       | Hilton Clarke  | 9.º      |

## Plantilla

### Plantilla 2007
| Nombre            | Nacimiento | Nacionalidad   | Equipo 2006                       |
| Benjamin Brooks   | 21/03/1979 | Australia      | Navigators Insurance Cycling Team |
| Glen Chadwick     | 17/10/1976 | Australia      | Navigators Insurance Cycling Team |
| Hilton Clarke     | 11/07/1979 | Australia      | Navigators Insurance Cycling Team |
| Matt Cooke        | 08/05/1979 | Estados Unidos | Neoprofesional                    |
| Ben Day           | 11/12/1978 | Australia      | Carvalhelhos-Boavista             |
| Oleg Grishkine    | 10/02/1975 | Rusia          | Navigators Insurance Cycling Team |
| Kristian House    | 06/10/1979 | Reino Unido    | Team Recycling.co.uk              |
| Valery Kobzarenko | 05/02/1977 | Ucrania        | Navigators Insurance Cycling Team |
| Serguéi Lagutín   | 14/01/1981 | Uzbekistán     | Navigators Insurance Cycling Team |
| Darren Lill       | 20/08/1982 | Sudáfrica      | Ancien Pro                        |
| David O'Loughlin  | 29/04/1978 | Irlanda        | Navigators Insurance Cycling Team |
| Ciaran Power      | 08/05/1976 | Irlanda        | Navigators Insurance Cycling Team |
| Viktor Rapinski   | 17/06/1981 | Bielorrusia    | Colavita-Sutter Home              |
| David Rodriguez   | 14/07/1989 | Estados Unidos | Neoprofesional                    |
| Bernard Van Ulden | 11/09/1979 | Estados Unidos | Navigators Insurance Cycling Team |
| Kyle Wamsley      | 01/03/1980 | Estados Unidos | Colavita-Sutter Home              |
| Michael Wolf      | 21/07/1985 | Estados Unidos | Neoprofesional                    |
| Phil Zajicek      | 20/03/1979 | Estados Unidos | Navigators Insurance Cycling Team |